# Elín Metta Jensen
Elín Metta Jensen (1995. március 1. –) izlandi női válogatott labdarúgó. Az izlandi bajnokságban érdekelt Valur Reykjavík támadója.

## Pályafutása
15 éves kora óta játszik a Valur Reykjavík színeiben, ahol debütáló mérkőzésén góllal mutatkozott be 2010. július 15-én. A 2012-es bajnokságban 18 meccsen 18 találatot jegyzett, mellyel gólkirálynői címet szerzett.
A Floridai Seminole Állami Főiskola ipari mérnöki szakára 2015-ben nyert felvételt. Tanulmányai mellett is részt vett hazája bajnokságában és csapata színeiben 39 meccsen 28 gólt szerzett.
2019-ben az év játékosává választották Izlandon.

### A válogatottban
Magyarország ellen 2012. június 16-án egy Európa-bajnoki selejtezőn húzhatta fel első alkalommal a címeres mezt.

## Statisztikái

### A válogatottban
2022. április 12-vel  bezárólag
| Válogatott | Szezon   | Mérk. | Gól |
| ---------- | -------- | ----- | --- |
| Izland     |          |       |     |
| 2012       | 2        | 0     |     |
| 2013       | 3        | 0     |     |
| 2014       | 6        | 2     |     |
| 2015       | 1        | 0     |     |
| 2016       | 9        | 2     |     |
| 2017       | 11       | 4     |     |
| 2018       | 4        | 0     |     |
| 2019       | 10       | 6     |     |
| 2020       | 8        | 2     |     |
| 2021       | 4        | 0     |     |
| 2022       | 1        | 0     |     |
| Összesen   | Összesen | 59    | 16  |

## Sikerei, díjai

### Klubcsapatokban
Bajnok (3):
- Valur Reykjavík (3): 2010, 2019, 2021

 Kupagyőztes (2):
- Valur Reykjavík (2): 2010, 2011

 Ligakupa-győztes (2):
- Valur Reykjavík (2): 2010, 2017

 Szuperkupa-győztes (2):
- Valur Reykjavík (2): 2010, 2011

### Egyéni
Gólkirálynő (1): 2012 – (18 gól)
 Az Év játékosa (1): 2019